# Eriopeltis lichtensteini
Eriopeltis lichtensteini är en insektsart som beskrevs av Victor Antoine Signoret 1877. Eriopeltis lichtensteini ingår i släktet Eriopeltis och familjen skålsköldlöss. Arten är reproducerande i Sverige. Inga underarter finns listade i Catalogue of Life.